# Séisme de 1971 à Tuscania
Séisme de 1971 à Tuscania est un tremblement de terre qui s'est produit en Italie le 6 février 1971. La magnitude était de 4,5. Vingt personnes ont été tuées dans le séisme.